# 萬松寺 (山形市)
萬松寺（ばんしょうじ）とは、山形県山形市平清水の寺院である。山形市東部にそびえる千歳山の麓に位置し、山号も千歳山である。曹洞宗（禅宗）であり、本蔵は釈迦牟尼仏。開基は阿古耶（あこや）姫による。